# Joseph Harrington
Pour les articles homonymes, voir Harrington.
Joseph Harrington, né en 1903 à Newark dans le New Jersey et mort en 1980, est un écrivain américain de roman policier.

## Biographie
Joseph Harrington commence à travailler dès quatorze ans dans un journal new-yorkais, le New York American. Il y devient journaliste.
Ses romans formant une trilogie sont des romans de procédure policière dans lesquels on suit pas à pas le sergent Francis X. Kerrigan assisté de la détective Jane Boardman.
Son premier roman, The Last Known Address, est adapté au cinéma avec le titre Dernier Domicile connu par José Giovanni en 1970. Le deuxième, Blind Spot, est qualifié par Claude Mesplède comme étant « un roman absolument parfait ».

## Œuvres

### Série: Inspecteur Kerrigan
- The Last Known Address, 1965
  - Dernier Domicile connu, Série noire no 1086, 1966
- Blind Spot, 1966
  - Le Voile noir, Série noire no 1140, 1967
- The Last Doorbell, 1969
  - La Dernière Sonnette, Série noire no 1339, 1970

## Adaptation
- 1970 : Dernier Domicile connu réalisé par José Giovanni

## Sources
- Claude Mesplède (dir.), Dictionnaire des littératures policières, vol. 1 : A - I, Nantes, Joseph K, coll. « Temps noir », 2007, 1054 p. (ISBN 978-2-910686-44-4, OCLC 315873251).
- Claude Mesplède, Les années "Série noire" : bibliographie critique d'une collection policière, vol. 3 : 1966-1972, Amiens, Editions Encrage, coll. « Travaux / 22 », 1994 (ISBN 978-2-906389-53-3).